# Dynastia Yuan

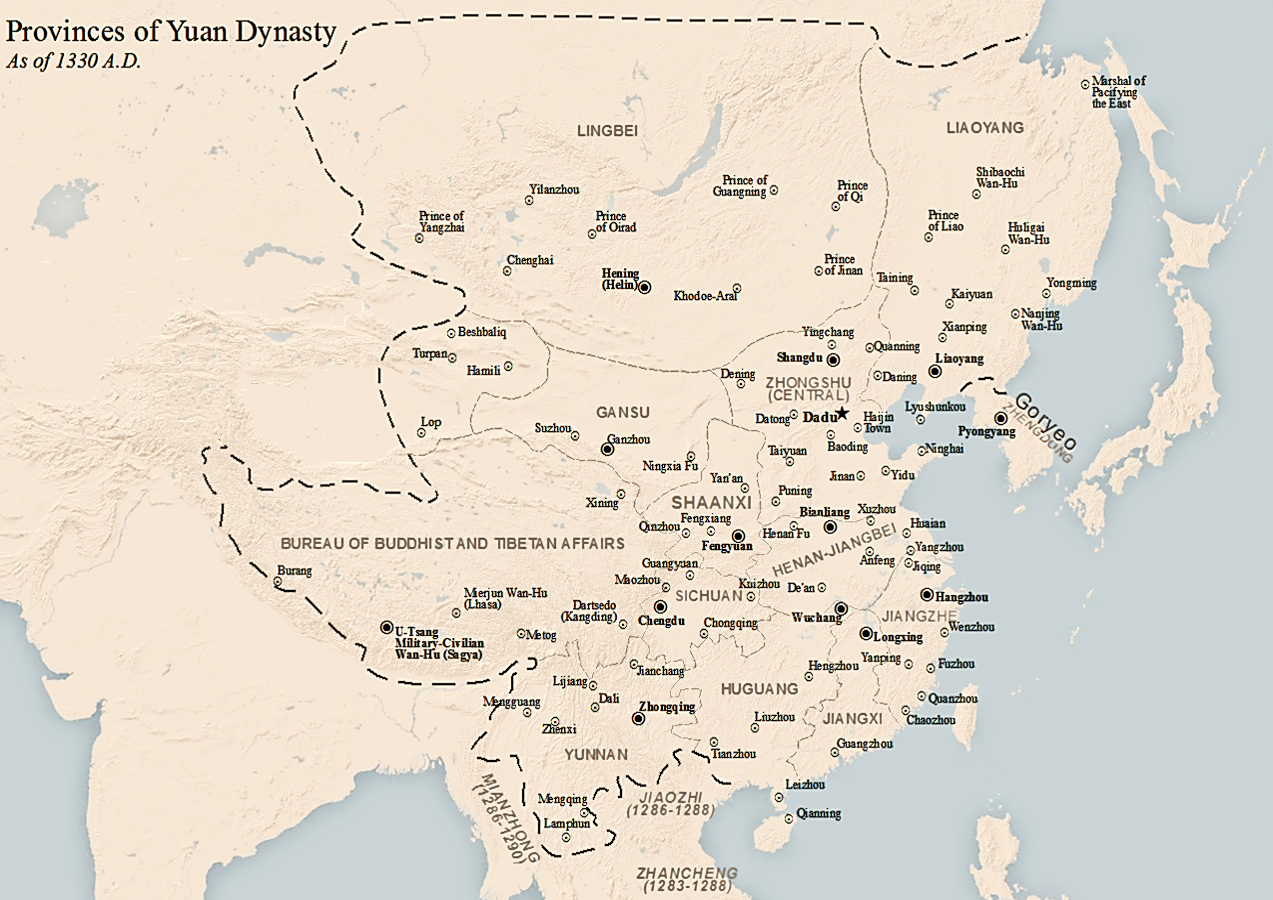
Prowincje chińskie w okresie dynastii Yuan

Dynastia Yuan (chiń. 元朝; pinyin Yuán Cháo; Wade-Giles Yüan Ch’ao, wym. [ɥɛ̌n ʈʂʰǎu]), oficjalnie Wielki Yuan – mongolska dynastia władająca imperium chińsko-mongolskim w latach 1279–1368, a następnie jako dynastia północnych Yuan do 1635 w Mongolii.

## Podbój Chin przez Mongołów
Podbój Chin przez Mongołów rozpoczął się już za panowania Czyngis-chana. W 1215 Mongołowie zdobyli Pekin, w 3 lata później podbili Chanat Karakitanów. W ostatnim roku panowania Czyngis-chana Mongołowie zlikwidowali państwo Xixia. Następcy Czyngis-chana kontynuowali marsz w kierunku Chin. W 1234 zostało podbite Państwo Jin. Wraz z podbojem Chin dokonywała się stopniowa sinizacja państwa Mongołów, zwłaszcza w zakresie administracji.
W 1259 wielkim chanem został Kubilaj-chan, który zorientował mongolską politykę całkowicie na Chiny. W 1266 przeniósł stolicę państwa z Karakorum do położonego bliżej Chin Pekinu. W 1271 Kubilaj ogłosił założenie nowej dynastii – Yuan.
W 1279 wojska mongolskie dokonały ataku na południową część Chin, znajdującą się pod władaniem dynastii Song. W obliczu klęski cesarz Zhao Bing popełnił samobójstwo, zaś Chiny na 90 lat znalazły się pod panowaniem dynastii mongolskiej.

## Panowanie mongolskie w Chinach
Rządy dynastii Yuan, pomimo iż naznaczone olbrzymim despotyzmem, uznawane są za jeden z najlepszych okresów w dziejach Chin.
Mongołowie przejęli i rozwinęli sprawny system chińskiej administracji. Językiem administracyjnym stał się mongolski.
Za panowania Yuanów nastąpił duży rozkwit buddyzmu, będącego religią państwową. Klasztory buddyjskie były zwolnione z płacenia podatków. Pod auspicjami Mongołów nastąpiło również zjednoczenie Tybetu, gdzie na tronie został osadzony wywodzący się z kręgu lamów władca. Dużą tolerancją cieszyło się chrześcijaństwo. Zezwolono na działalność misjonarzy.
Panowanie mongolskie w Chinach to okres znacznego rozwoju ekonomicznego. Upowszechnił się pieniądz papierowy. Władcy patronowali tworzeniu się prywatnego rzemiosła. Nastąpił rozkwit handlu na szlaku jedwabnym.
Rządy Yuanów to okres znacznego rozkwitu żeglugi śródlądowej. Z polecenia cesarzy z dynastii Yuan zmodernizowano Wielki Kanał, który za czasów dynastii Song przestał być używany z powodu zamulenia.
Pomimo gwałtownego wzrostu gospodarczego, Yuanowie wprowadzili rygorystyczną politykę narodowościową. Cała ludność cesarstwa została podzielona wedle kryteriów etnicznych na cztery kategorie:
1. Mongołowie;
2. Sojusznicy, czyli Ujgurzy i inne ludy tureckie, Tybetańczycy, Persowie, Tanguci i 31 mniejszych narodowości;
3. Hanowie, czyli Chińczycy Han z północy Chin, Dżurdżeni i Kitanowie;
4. Południowcy, czyli wszelka ludność zamieszkująca południowe Chiny.

Prawami cieszyły się tylko pierwsze dwie grupy. Najbardziej uprzywilejowani byli Mongołowie, którzy zwolnieni byli z płacenia podatków i zajmowali wszystkie stanowiska w administracji państwowej. Dla porównania, Południowcy musieli oddawać państwu połowę swoich dochodów.
Na przyłączonych do cesarstwa terenach Chin Południowo-Zachodnich (Yunnan, Guizhou i Guangxi) wprowadzono system rządów za pośrednictwem lokalnych przywódców, zwanych tusi.
Za rządów dynastii Yuan nastąpił wzrost zainteresowania Chinami w Europie. Imperium chińsko-mongolskie, postrzegane jako przeciwwaga dla świata muzułmańskiego stało się celem licznych papieskich poselstw, m.in. Benedykt Polak, a później Marco Polo.

## Obalenie dynastii Yuan
Pod koniec panowania dynastii Yuan w kraju wybuchł kryzys wywołany rosnącą z powodu korupcji inflacją. Skutki kryzysu dopełnił wylew Żółtej Rzeki na początku XIV wieku.
Wraz z kryzysem ekonomicznym zaczęły pojawiać się antymongolskie ugrupowania, skupione wokół fanatycznych sekt buddyjskich. Największą z nich była mesjanistyczna sekta Białego Lotosu, która wznieciła w 1351 wielkie powstanie chłopskie w północnych Chinach (zob. Powstanie Czerwonych Turbanów). W 1363 Mongołom z wielkim trudem udało się je stłumić.
W 1356 wybuchło drugie powstanie chłopskie na południu Chin. W 1368 powstańcy zdobyli Pekin. Przywódca powstania, mnich buddyjski Zhu Yuanzhang, ogłosił się cesarzem i rozpoczął panowanie dynastii Ming, która utrzymała się aż do 1644 r.

## Północna dynastia Yuan
Po obaleniu przez Mingów dynastia Yuan zachowała jeszcze przez dwa lata władzę na północnych rubieżach Chin. W 1370 upadła ostatnia chińska twierdza Yuanów, Yingchang. Władcy dynastii Yuan wycofali się do Mongolii, gdzie panowali odtąd jako wielcy chanowie Mongołów, zaś dynastia stała się znana jako Północna Yuan.
Yuanowie nie zrezygnowali jednak z tytułu cesarza Chin. Spowodowało to nową wojnę z dynastią Ming, gdyż wedle zasad chińskiego legalizmu mógł być tylko jeden cesarz, zaś to właśnie Yuanowie w świetle prawa mieli prawa do tego tytułu. Wojska Mingów poniosły klęskę w Mongolii w latach 1372 i 1380. Jednak w 1388 Mingowie zadali Yuanom ostateczną klęskę, w wyniku której zrezygnowali oni z tytułu cesarskiego.
W roku 1402 chan Gun Timur oficjalnie zlikwidował nazwę dynastii. W 1403 Gun Timur został obalony przez swojego brata Oljei Timur, co zapoczątkowało okres walk dynastycznych i osłabienia państwa mongolskiego. W latach 1452–1455 zostali czasowo odsunięci od władzy przez wodza Ojratów Esena.
Stabilność państwa przywrócił panujący w latach 1479–1516 Dajan-chan. Po jego śmierci państwo mongolskie rozpadło się na kilka mniejszych ord. Potomkowie dynastii Yuan stali się wodzami plemienia Czacharów, choć formalnie nadal zachowali tytuł wielkich chanów i tytularną zwierzchność nad plemionami mongolskimi. Faktyczną władzę polityczną nad Mongolią zaczęli sprawować różni przywódcy plemienni (m.in. Altan-chan).
Władzę Yuanów nad Mongolią próbował przywrócić panujący od 1604 Ligdan-chan. Zawarł antymandżurski sojusz z Chinami i rozpoczął podbój plemion mongolskich. W 1632 niechętne Ligdan-chanowi plemiona mongolskie dokonały najazdu na jego ziemie. Przegrana bitwa przekreśliła plany o odnowieniu potęgi potomków Czyngis-Chana.
W 1635 syn Ligdan-chana, Edżej-chan zrzekł się tytułu wielkiego chana i przekazał władzę nad Mongolią Mandżurom.
Po śmierci Ligdan-chana w 1661 jego młodszy brat Abunai zaczął domagać się zwrócenia władzy Yuanom. Po jego uwięzieniu w 1669 jego synowie Borni i Lubuzung rozpoczęli antymandżurskie powstanie. 20 kwietnia 1675 rozegrała się walna bitwa między siłami mandżurskimi a mongolskimi rebeliantami. Mongołowie zostali pokonani, zaś Borni i Lubuzung zginęli w bitwie.